# Esther de Carpentras
Esther de Carpentras subtitulada le carnaval hébraïque ("el carnaval hebraico") es una opéra-bouffe en dos actos de Darius Milhaud basado en un poema de Armand Lunel. Compuesta en 1925-1927, se estrenó el 3 de febrero de 1938 en la Opéra-Comique en París bajo la dirección de Roger Désormière. 

## Argumento
La obra se ambienta en vísperas de la Revolución francesa, en Carpentras los altercados de la comunidad judía del pueblo con el poder clerical encarnado por el obispo que consiente autorizar a los judíos a practicar su culto dentro de Carpentras.